# Palinurus elephas
Palinurus elephas је морски рак.

## Опис
може нарасти до дужине од око 60 cm и тежине око 5 kg. Дугуљаст је а при глави има велика шарена тицала којима прикупља информације о околини. Тамноцрвенкастих је боја, оклопљен чврстим и бодљикавим оклопом. Оклоп завршава репом лепезастог облика. Клешта су му ситна а служе му за прикупљање хране.

## Распрострањеност
обитава у источном делу Атлантика, од јужне Норвешке, уз западну обалу Ирске, западну и јужну обалу Британских острва, на југ до Азорских острва и обала Марока, и у Средоземном и Егејском мору. 
Распрострањен је по целом обалном делу Јадрана, а највише на делу гдје је море бистрије, сланије и дубље.